# 银杏大街街道
银杏大街街道是中华人民共和国河南省安陽市文峰区下辖的一个街道办事处。

## 行政区划
银杏大街街道下辖以下村级行政区划单位：
银杏社区、前张村社区、小吴村社区、郭吴村社区、前定龙社区、许吴村社区、万科社区和大定龙村。